# Јозеф Бохуслав Бела
Јозеф Бохуслав Бела (слч. Jozef Bohuslav Bela; Липтовски Микулаш, 23. октобар 1832 — Алексинац, између 17. и 24. августа 1876) је био словачки песник и панслависта, добровољац Дринске дивизије Српске војске у Српско-турском рату 1876. године.

## Биографија
Рођен је 23. октобра 1832. године у месту Липтовски Микулаш, где је завршио школу. Потом је учио ћурчијски занат, али се определио за песништво. Загрејан за идеје панславизма, одлучио се да посети све словенске земље и народе, како би написао поему о Словенима.
По избијању Српско-турског рата 1876. године, јавио се као добровољац при Дринској дивизији Српске војске. Погинуо је код Алексинца током битке на Шуматовцу, између 17. и 24. августа 1876. године.

## Наслеђе
Постоји иницијатива да се Јозефу Бохуславу Бели подигне споменик.